# De Doofpot
De Doofpot was een Nederlands radioprogramma dat tussen 2001 en 2004 iedere vrijdagnacht van 1:00 tot 3:00 uur werd uitgezonden op Radio 1 en 2 door BNN. Het werd gepresenteerd door Marcoen Hopstaken.
Luisteraars konden bellen aan de hand van onderwerpen, aangedragen door de presentator. Werd er gedurende een x-aantal minuten niet over een onderwerp gebeld dan verdween deze in de spreekwoordelijke "doofpot" en kwam er een nieuw onderwerp voor in de plaats. Het programma had een trouwe groep luisteraars en vaste bellers zoals 'Mevrouw Thomeer', 'Hans Peperkamp' en 'Olivia'.